# فرودگاه الکساندر سالامون
فرودگاه الکساندر سالامون (به انگلیسی: Alexander Salamon Airport) یک فرودگاه همگانی بهره‌برداری هوایی است که یک باند فرود آسفالت دارد و طول باند آن ۱۱۴۷ متر است. این فرودگاه در کشور ایالات متحده آمریکا قرار دارد و در ارتفاع ۲۷۳٫۱ متری از سطح دریا واقع شده‌است.

## نگارخانه

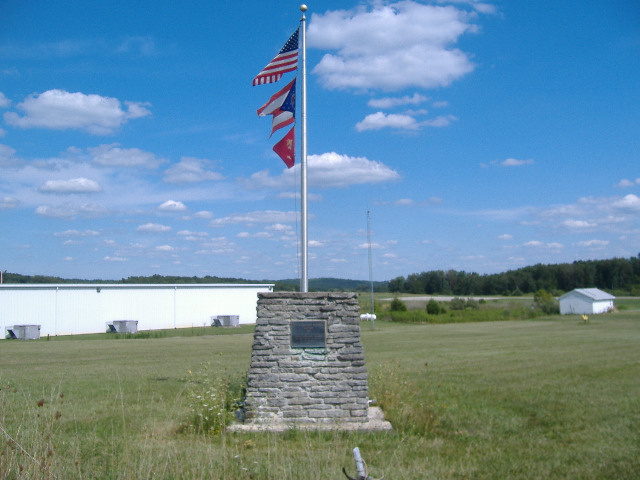
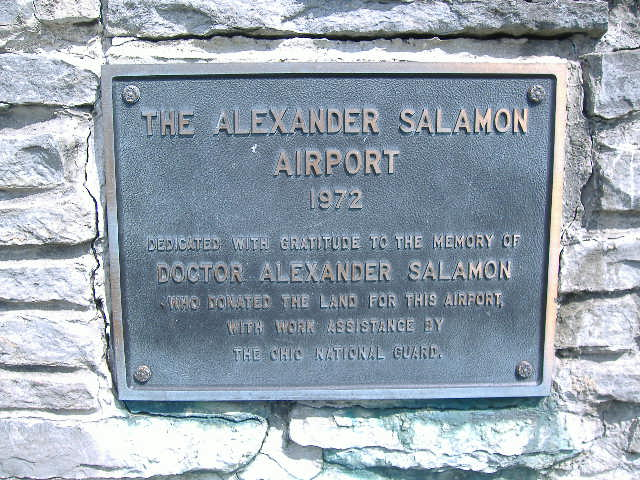